# ラオホビア

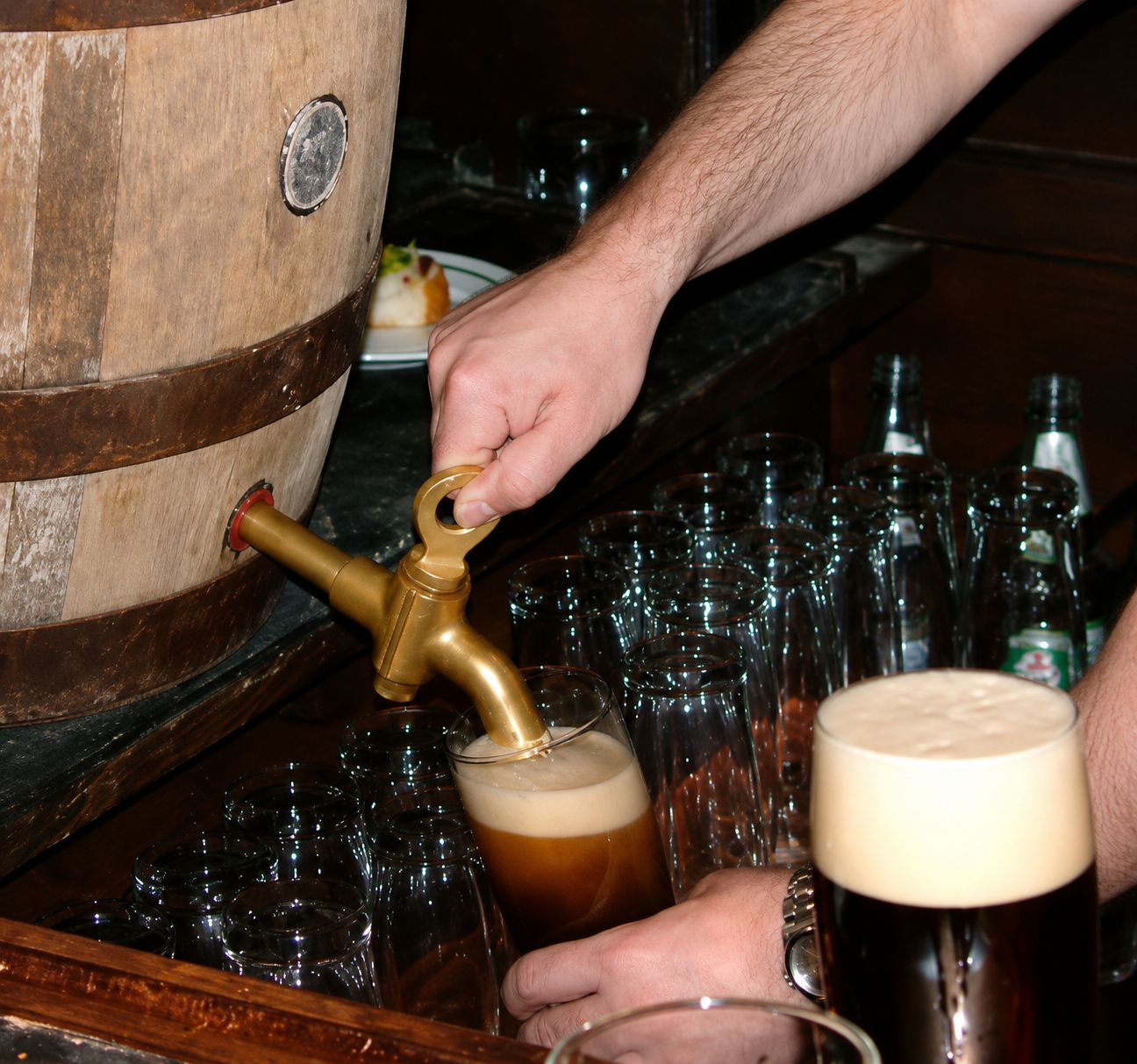
樽からシュレンケルラ ラオホビアを注いでいるところ

ラオホビア（ドイツ語: Rauchbier）、あるいは単にラオホとは、独特な燻製の味をもつビールのスタイルのひとつ。スモークビールの一種でもある。

## 概要
「ラオホ」（ドイツ語: Rauch）は、ドイツ語で「煙」の意味であり、ラオホビアは燻製した麦芽から下面発酵で造られるビールである。
ドイツのバンベルクの名物ビールであり、その中でもシュレンケルラのラオホビアが代表に挙げられる。
燻製によって得られるスモーキーな風味が最大の特徴で、マイルドな甘味もある。
日本地ビール協会の定める『ビアスタイル・ガイドライン 1208』では、スモークビールのサブスタイルバンベルクスタイル・ラオホビールとして定められており、ベースとなるビールのスタイルによって以下のように細分されている。
- ヘレス・ラオホ
- メルツェン・ラオホ
- ボック・ラオホ
- ヴァイス・ラオホ
- デュンケル・ヴァイス・ラオホ
ヴァイス・ラオホ、デュンケル・ヴァイス・ラオホは上面発酵ビール。

アルコール度数、苦味（国際苦味単位 (IBU)）、色（標準参照法 (SRM)はベースとなったビールのスタイルに依る。

## 歴史
覆いのない火の上に麦芽を晒して乾燥させていた。麦芽を煙で燻すことで、麦芽は燻製の風味を持つ。その風味は、その麦芽を使ったビールにも及ぶため、ラオホビアは燻製の風味を持つことになる。昔は、火の上で乾燥させる手法に加えて、直射日光に晒して大麦麦芽を乾燥させていた。間接的な熱を用いて麦芽を乾燥させる窯の登場は工業化時代を待たねばならなかったが、その手法自体は紀元前1世紀ぐらいから知られていた。また、パンからビールを造る手法を含め、穀物からビールを造る様々な手法はあったが、燻製風味を持つビールは一般的ではなかった。
18世紀はじめから麦芽の乾燥窯は次第に広まり、19世紀半ばには極めて一般的な手法になる。麦芽を乾燥させる際にも煙を別のところから逃す窯の登場により、麦芽に燻製風味はつかなくなり、結果としてビールも燻製の風味は付かなくなった。結果、燻製風味をもつビールは次第に一般的ではなくなり、ついにはビール醸造の世界から姿を消した。
ビールに燻製風味をつける別の方法は、火の上ではなく木製の容器に置いてビールを加熱するビスケットを使う方法である。

## バンベルクのラオホビア
しかしながら、一部の醸造所は覆いのない火の上に晒して乾燥させた麦芽を使いつづけて燻製風味をもつビールの伝統を維持した。それらの醸造所は、2008年現在でも同じ町にあり、他の5つの醸造所と共に稼働している。両醸造所ともブナの丸太を燃やした炎の上で麦芽を乾かし、ラオホビアを何種類か造っている。

## ドイツ以外のラオホビア
オーストラリア
フェラル・ブルーイング・カンパニーが、Redoak Rauchbierという銘柄を製造、販売している。
ブラジル
アイゼンバーンが、Eisenbahn Rauchbierという銘柄を製造、販売している。
イタリア
ミラノにあるBirrificio Lambrateが、Ghisaという銘柄を製造、販売している。
日本
三重県伊賀市の伊賀の里モクモク手づくりファームの地ビール醸造所である地ビール工房モクモクブルワリーでラオホビアが醸造されている。名称は忍者が使う煙幕から取られている。この醸造所は、ハムやソーセージを造っている団体の一部である。
富士山の北麓山梨県南都留郡富士河口湖町にある富士桜高原麦酒においてもラオホビアの醸造が行われている。
スウェーデン
ニルス・オスカー醸造所がAnders Göranssons Bästa Rökölという銘柄を製造、販売している。